# Registry of Research Data Repositories
El Registre de dipòsits de dades de recerca, més conegut pel seu nom en anglès Registry of Research Data Repositories (re3data.org) és una eina de ciència oberta que ofereix als investigadors, organitzacions de finançament, biblioteques i editors una visió general dels dipòsits internacionals existents de dades de recerca. És un registre global de dipòsits de dades de recerca de totes les disciplines acadèmiques. Proporciona una visió general dels dipòsits de dades de recerca existents per ajudar els investigadors a identificar un dipòsit adequat per a les seves dades i així complir amb els requisits establerts a les polítiques de dades.

## Història
El registre es va posar en funcionament durant la tardor de 2012. El 2023, el registre llistava més de 3.000 dipòsits de dades de recerca d'arreu del món que cobreixen totes les disciplines acadèmiques. El projecte va iniciar com un projecte conjunt finançat per la Fundació Alemana de Recerca (DFG). Els socis actuals (2024) de re3data són DataCite, l'Escola de Biblioteconomia i Ciències de la Informació de la Humboldt-Universität zu Berlin, l'Oficina de Ciència Oberta Helmholtz de l'Associació Helmholtz, la Biblioteca KIT de l'Institut Tecnològic de Karlsruhe i les Biblioteques de la Universitat Purdue.
Diversos editors, institucions de recerca i finançadors fan referència a re3data.org a les seves polítiques i directrius editorials com una eina per a la identificació de repositoris de dades adequats, com ara Springer Nature, la Comissió Europeao la National Science Foundation.

## Característiques
La majoria dels dipòsits de dades de recerca enumerats es descriuen en detall mitjançant un esquema complet, és a dir, l'esquema re3data.org per a la descripció dels dipòsits de dades de recerca. Les icones d'informació ajuden els investigadors a identificar un dipòsit adequat per a l'emmagatzematge i la reutilització de les seves dades. Totes les dades es descriuen en detall mitjançant l'esquema re3data.org. El servei fa que totes les metadades del registre estiguin disponibles per al seu ús obert sota llicència Creative Commons CC0.
Pel que fa als criteris d'indexació, un repositori s'indexa quan es compleixen els requisits mínims per incloure'ls a re3data.org: el repositori ha de ser gestionat per una entitat jurídica, com ara una institució sostenible (per exemple, biblioteca, universitat) i indicar clarament les condicions d'accés a les dades i al repositori, així com les condicions d'ús. A més, es necessita una interfície d'usuari gràfica (GUI) com a mínim disponible en anglès i que tingui un focus específic en dades de recerca.